# Viktoras Petkus
Viktoras Petkus (17. května 1928 Aleksandrai u Raseiniai – 1. května 2012 Vilnius) byl litevský disident a obránce lidských práv, po roce 1991 aktivista litevských křesťanských demokratů.

## Život
Vystudoval elektrotechnickou školu ve Vilniusu. V letech 1947 až 1953 byl vězněn za činnost v katolickém a protikomunistickém spolku „Ateitis“. V roce 1954 zahájil studium v oboru filologie a literatura na vilniuské univerzitě; studium však musel po třech letech přerušit (byl odsouzen v procesu za držení protisovětské ilegální literatury). V letech 1958 až 1965 byl v pracovních táborech v Mordvinsku a ve věznici ve Vladimiru. Po propuštění z vězení byl zaměstnán na univerzitě, ale brzy byl z politických důvodů propuštěn a pracoval v městské nemocnici ve Vilniusu.
V roce 1975 byl spoluautorem slavné „Kroniky katolické církve v Litvě“, o rok později protestoval proti represím sovětských úřadů namířeným proti Sergeji Kovaljovovi.
V listopadu 1976 se stal jedním z pěti zakladatelů Litevské Helsinské skupiny. O rok později byl poslán do pracovního tábora, kde pobyl jedenáct let. V květnu 1988 byl jedním ze zakladatelů Litevské ligy za svobodu.
Po roce 1990 se politicky angažoval v rámci litevských křesťanských demokratů a stal se kritikem mnoha aspektů místní reality, včetně velkého vlivu postkomunistů v politice, médiích a byznysu.